# Estação Santa Ana
A Estação Santa Ana é uma das estações do Metrô de Santiago,  situada em Santiago, entre a Estação Puente Cal y Canto, a Estação Los Héroes, a Estação Cumming e a Estação Plaza de Armas. Faz parte da Linha 2 e da Linha 5.
Foi inaugurada em 25 de julho de 1986. A plataforma da Linha 2 localiza-se no cruzamento da Rodovia Central com a Rua Catedral. Já a plataforma da Linha 5 localiza-se no cruzamento da Rua Catedral com a Rua San Martín. Atende a comuna de Santiago.